# Daishin-in

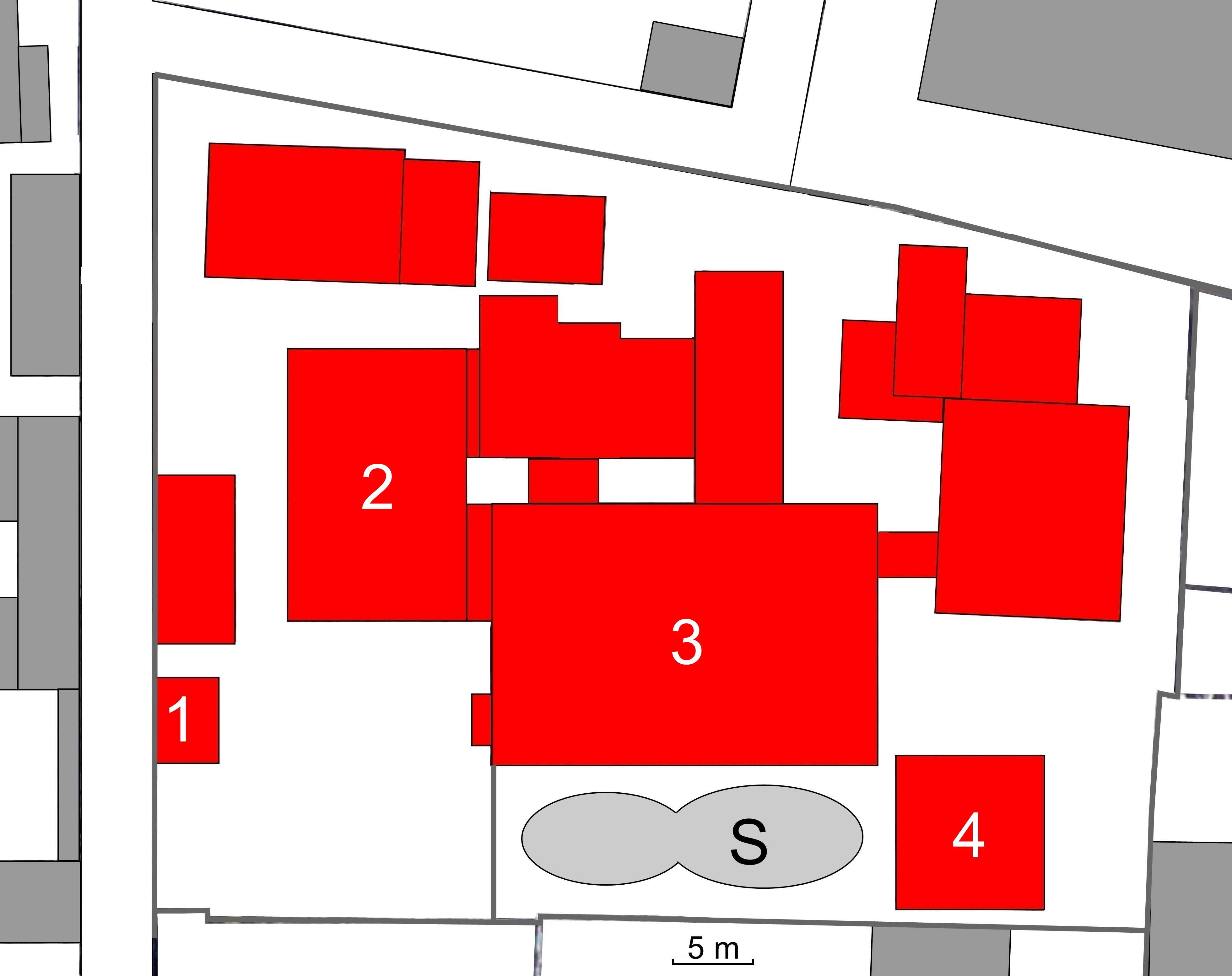
Plan des Tempels

Der Daishin-in (japanisch 大心院) ist ein Untertempel des Myōshin-ji in Kyōto. Er führt den Bergnamen Shōhō-zan (正法山) und gehört zum Myōshinji-Zweig der Rinzai-Richtung (臨済宗妙心寺派) des Buddhismus. Der Untertempel ist der Öffentlichkeit zugänglich und bietet Übernachtungsmöglichkeiten an.

## Geschichte
Während der Muromachi-Zeit errichtete Hosokawa Masamoto (細川 政元; 1466–1507), der in der Verwaltung des Ashikaga-Shogunats eine hohe Position einnahm, im Jahr 1479 ein privates Anwesen. 1494 stellte er es als Tempelgelände zur Verfügung. Erster Abt des Daisen-in war Keisen Sōryū (景川 宗隆; 1424–1500), der den  Tempel „Sekko Sōshin“ (雪江 宗深) nannte. Der Tempel befand sich westlich des Shōkoku-ji, brannte dann während des Onin-Kriegs ab.
Im Jahr 1497 wurde der Tempel von Hosokawa Fujitaka auf dem Gelände des Myōshin-ji neu errichtet.

## Die Anlage
Man betritt den Tempel von Westen her durch das Tempeltor, hier Vorderes Tor (表門, Omote-mon; 1 im Plan) genannt. Voraus steht der Hōjō (3) – die Abtresidenz. Vor dem Hōjō liegt im Süden der Garten der geschnittenen Steine (Kiri-ishi-no-niwa; S im Plan). im Osten dahinter der Shoin. Südlich des Übergangs zwischen Hōjō und Shōin liegt die Halle der Vorfahren Tamaya (霊屋; 4) oder Sodō (祖堂). 
Der Tempel besitzt im Süden vor dem Shoin einen Garten im Karesansui-Stil mit der Bezeichnung „A-un-no-niwa“ (阿吽の庭, A-un no niwa). Der gegenwärtige Garten wurde von Nakane Kinsaku (中根 金作; 1917–1995) gestaltet, der als „Kobori Enshū der Shōwa-Zeit“ gerühmt wird.
Die Haupthalle mit ihrem Eingangsbereich stammt aus der Kan'ei-Ära (1624–1643), eine Skulptur im Eingangsbereich soll von Hidari Jingorō stammen. Der Shoin, die Halle der Vorfahren und das vordere Tor, das vom Ryūsen-an (龍泉庵) hierher versetzt worden sein soll, sind als bedeutende Objekte der Präfektur registriert.

## Tempelschätze
Die mehrfarbige Hängerolle aus Seide mit einer Arhat-Darstellung (絹本着色羅漢像, Kempon chakushoku Rakan-zō) aus der Kamakura-Zeit ist als Wichtiges Kulturgut Japans eingetragen.